# Sønderborg Kaserne
Sønderborg Kaserne var en kaserne i Sønderborg på Als som til 2014 husede Hærens Sergentskole. Kasernen var flere gange lukningstruet, og i forbindelse med Forsvarsforliget 2013-2017 blev det besluttet at flytte Hærens Sergentskole til Varde Kaserne og nedlægge og afhænde Sønderborg kaserne.
Sønderborg Kaserne lukkede permanent den 4. april 2014. Den 3. september 2014 besluttede byrådet i Sønderborg at overtage kasernen til midlertidigt asylcenter.

## Kasernens historie

### Tysk marinestation 1907-1920
I 1905 besluttede den kejserlige tyske marine at flytte sin østersøflåde fra Kiel til nye marinestationer i Sønderborg og Flensborg. Samme år begyndte opførelsen af to af tre planlagte bygninger i Sønderborg, og marinestationen blev indviet 6. april 1907 samtidigt med en skibsartilleriskole. De var tegnet af arkitekterne Adalbert Kelm og Eugen Fink. I 1908-09 fulgte et marinesygehus, som i dag er en del af Sønderborg Sygehus.
Fra 1907 til 1914 lå de to store krydsere; SMS Prinz Heinrich (1902-1916) på 9.806 tons og SMS Prinz Adalbert (bygget i 1904) på 9.875 tons (som blev sænket i 1915 i Østersøen), SMS Udine (bygget i 1904) på 3.112 tons af Gazelle-klassen, som også blev sænket i 1915 i Østersøen, samt SMS Schwaben (1904-1921) på 12.798 tons af Wittelsbach-klassen. 
I 1908 kom der yderligere skibe til Marinestationen i Sønderborg – to lette krydsere SMS Stuttgart (1908-1920) på 4.000 tons og SMS Danzig (1905-1919) på 3.783 tons fra Bremen samt slagskibet SMS Wettin (1902-1920) på 12.803 tons. I 1910 kom den nye lette krydser SMS Augsburg (1910-1919) på 4.880 tons. Desuden var der også en del hjælpeskibe ved Marinestationen. 
Ved udbruddet af 1. verdenskrig den 28. juli 1914 blev den kejserlige flåde mobiliseret, og den 31. juli afgik flådens skibe fra Sønderborg. Nu ophørte skolen med at fungere som skibsartilleriskole.
I november 1918 udbrød der revolution i Tyskland, og den 6. november tog marinesoldaten Bruno Topff (1886-1920) sammen med et soldaterråd kommandoen over Als og marinestationen sandsynligvis for at undgå kaos. Efter tre hektiske dage blev marinestationen og Als igen en del af Tyskland og samme dag trådte Bruno Topff tilbage med henvisning til sit helbred. Det er formodentlig en myte, at Bruno Topff udråbte Als til republik.

### Dansk hærkaserne 1920-2014
I 1920 blev den nordlige del af marinestationen, sidst kaldet Skolekasernen, gennemgribende istandsat og indrettet til  skole og behandlingssted for sønderjyske krigsinvalider. Bygningen blev indrettet med operationsstue, røntgenlokaler, sygestuer, laboratorium, proteseværksted og genoptræningsværksteder. Krigsinvalideskolen lukkede i maj 1925. Den 1. oktober 1926 flyttede Fodfolkets Sergentskole ind på kasernen. I 1932 skifter skolen navn til Fodfolkets Sergent- og Oversergentskole.
Den 9. april 1940 var der garnisoneret omkring 400 mand på kasernen. I kasernens flagtårn blev der opstillet et luftværnsrekylgevær, som åbnede ild mod tre tyske fly, der fløj lavt hen over kasernen. I november 1942 forlod den danske hær Sønderborg Kaserne efter ordre fra den tyske værnemagt. Kasernen og sergentskolens funktioner flyttede midlertidig til Næstved. Den 15. november 1942 overtog den tyske værnemagt officielt kasernen, som overvejende blev benyttet af Kriegsmarinen som sø-mineskole og til øvelser i afskydning af torpedoer. Den 9. maj 1945 rykkede 20 frihedskæmpere ind på kasernen og afvæbnede de tyske styrker. Den 22. maj etablerede frihedskæmperne en syv mand stor vagtstyrke på kasernen, og den 22. juli blev den afløst af danske styrker, hvorefter splitflaget atter kunne hejses over kasernen.
I 1947 ankom kisterne med de jordiske rester af omkomne danskere fra de tyske koncentrationslejre til kasernen. Fra Sønderborg førtes kisterne videre til de respektive kirkegårde.
I 1961 genoptog man uddannelsen af sergenter på Sønderborg Kaserne, og samtidigt ændredes navnet til "Infanteriets Befalingsmandsskole – Sønderborg". I 1966 ændredes navnet til Infanteriets Befalingsmandsskole, i 1970 skiftede den atter navn, denne gang til Sergentskolen i Sønderborg, og i 1997 fik den sit nuværende navn. I 1998 fik kasernen udvidet sin indkvarteringskapacitet med en bygning i forlængelse af den nordligste bygning.

### Efter hærens rømning
Efter rømningen var der usikkerhed om fremtiden for kasernens og dens tidligere fastansatte. Økonomiudvalget i Sønderborg Kommune nedsatte i maj 2013 en kasernestyregruppe, som skal finde ud af, hvad der skal med kasernebygningerne. Den 25. oktober 2013 offentliggjorde fire lokalpolitikere fra Sønderborg og Aabenraa et forslag om at oprette en politiskole på kasernen.
Sønderborg Kommune endte med den 3. september 2014 at købe kasernen med henblik på anvendelse til midlertidigt asylcenter.

## Ekstern henvisning og kilde
- Forsvaret.dk: Hærens sergentskole - om skolen
- Marinestationen i Sønderborg 1907-1914
- Mineskole på Sønderborg Kaserne

54°54′58.02″N 9°46′59.73″Ø / 54.9161167°N 9.7832583°Ø